# Lange Noordstraat (Middelburg)
De Lange Noordstraat is een straat in het centrum van de Nederlandse stad Middelburg. De straat loopt vanaf de Markt naar het punt waar de Korte Noordstraat en het Hofplein elkaar ontmoeten. Het grootste gedeelte van de huizen in de straat zijn herenhuizen. Verder is de straat betegeld met straatklinkers.
In totaal telt de straat 35 rijksmonumenten in het rijksmonumentregister. Een van de opmerkelijke monumenten is de Doopsgezinde kerk.

## Geschiedenis
De oudste monumentenpanden stammen uit de 17e eeuw, en de jongste stammen uit de 19e eeuw. De Doopsgezinde kerk is gebouwd in 1889.
Het post- en telegraafkantoor op nummer 48 stamt uit 1874. Dit postkantoor werd in 2010 gesloten. Sinds 2013 wordt het gebouw gebruikt door stichting Common House Elliott, van het University College Roosevelt.

## Fotogalerij

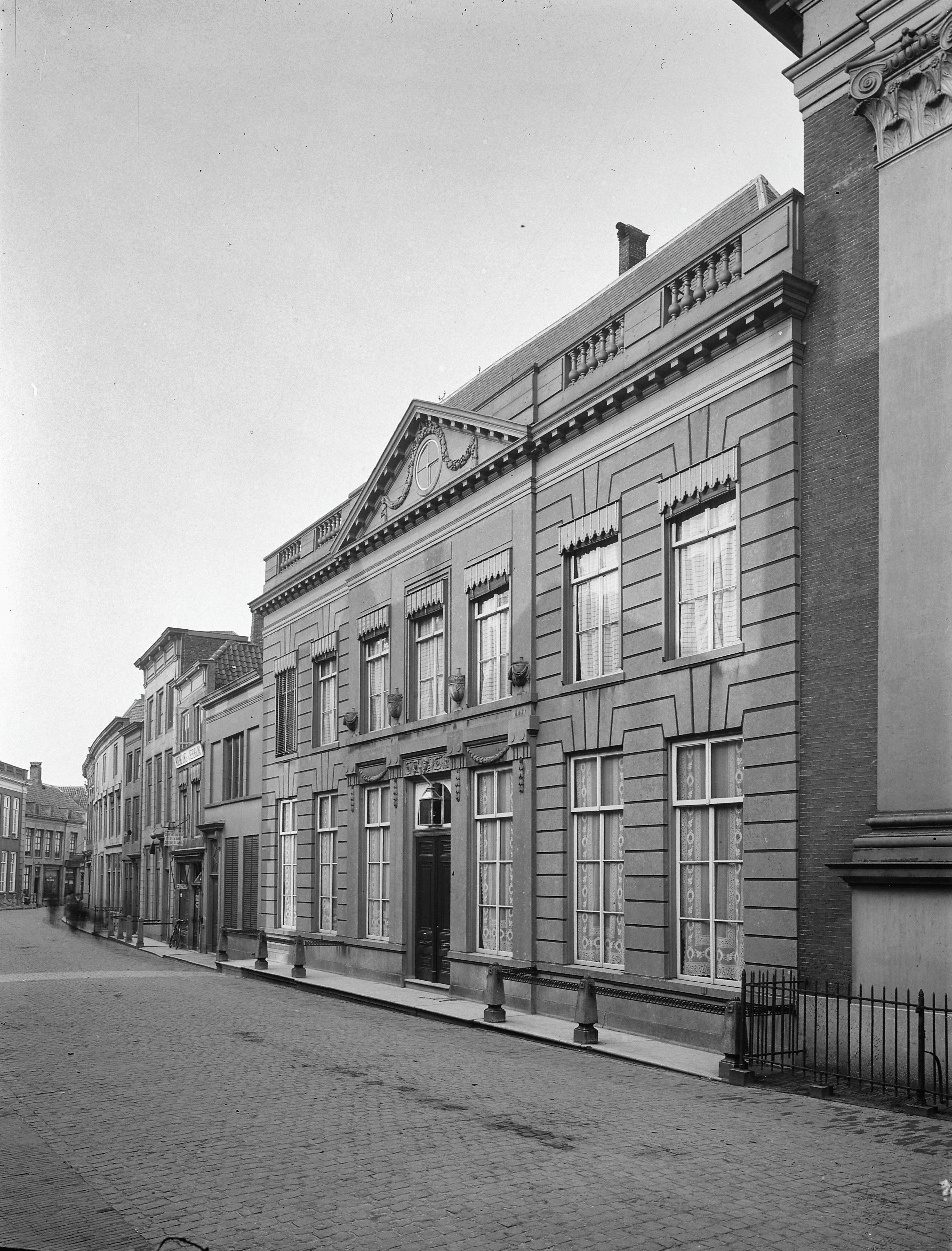
Lange Noordstraat 26 (1914)
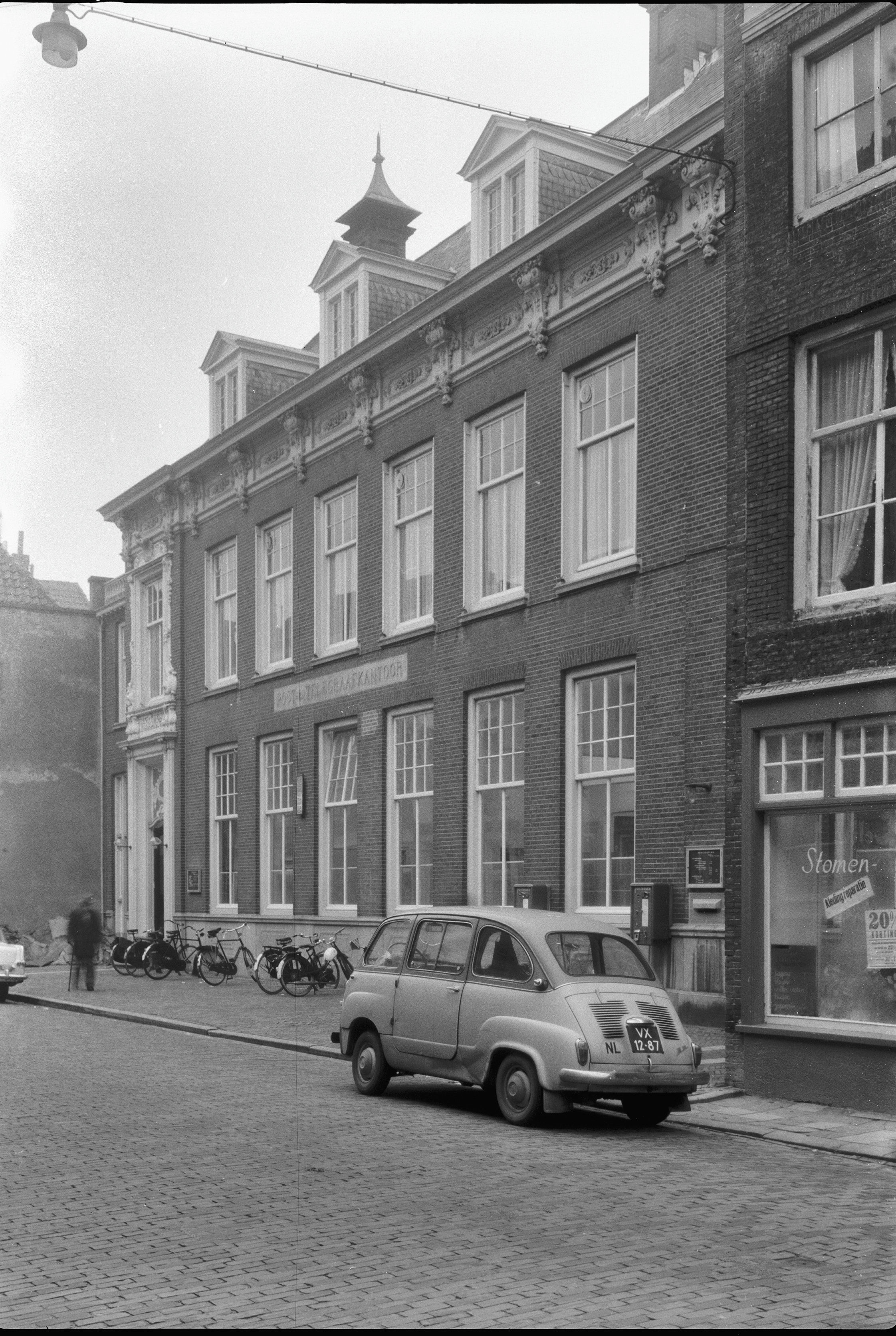
Lange Noordstraat 48 (1962)